# 안남초등학교 (경남)
안남초등학교는 대한민국 경상남도 창원시 성산구에 있는 공립 초등학교이다.

## 학교 연혁
- 1995년 9월 1일: 개교

•1950년대부터 있었는데 중간에 잠시 페교했다는 말도 있다.

## 참고 자료
- 안남초등학교 - 한국교육학술정보원 학교알리미